# 恋する血液型
『恋する血液型』（こいするけつえきがた）は、2008年と2009年に配信されたドラマ。

## 概要
配信当初はNTTドコモとauの携帯端末でのみ視聴ができたが、その後、端末を問わずに視聴できるようになった。
1話が約2分のショートドラマで、血液型の異なる4人の女性主人公が、それぞれ異なる血液型の相手と恋愛をするラブストーリー。

## シーズン1
2008年5月からNTTドコモ公式のGIGA レインボーで配信された。

### 制作スタッフ[3]
- 監督：中川究矢
- 脚本：祢寝彩木
- プロデューサー：大橋孝史
- 製作：酒匂暢彦、袴俊雄、踊契三、佐々木真之、大橋孝史

## 出演者

### A型
- 桜井裕美
- 標永久
- 永井朋弥
- 北面武士
- 佐藤祐基

### B型
- 上原歩
- 藤沢大悟
- 尾高裕樹
- 小谷嘉一
- 渡航輝

### O型
- 藤井悠
- 出合正幸
- 山崎雄介
- 小川信行
- 八代真吾

### AB型
- 大石参月
- 篠田光亮
- 西山宗佑
- 谷和憲
- 汐崎アイル

## シーズン2
2009年から配信された。

### 制作スタッフ
- 監督 永江二朗
- 脚本監修 井上淳一
- 脚本 宮下奈津子（A型）
- 脚本 大池容子（B型）
- 脚本 セリザワケイコ（O、AB型）
- 撮影 今井哲郎

## 出演者

### A型
- 浦浜アリサ（加奈子 役）
- 阿部薫（聡 役）
- 吉田友一（コウタ 役）
- 谷口賢志（タケル 役）
- 樽見謙慈郎（知宏 役）

### B型
- はねゆり（怜 役）
- 内山眞人（賢太郎 役）
- 小島裕（ユウキ 役）
- 西興一朗（たつや 役）
- 松下幸司（明 役）

### O型
- 森貴美子（サトミ 役）
- 伊藤陽佑（学 役）
- 増田修一朗（リョージ 役）
- 村上幸平（まさお 役）
- 石川伸一郎（礼二 役）

### AB型
- 岡田憂衣（かおり 役）
- 南秀治（直人 役）
- 高山猛久（翔太 役）
- 椿隆之（つよし 役）
- 中村誠治郎（カズマ 役）